# SC Utexafrica
El SC Utaxafrica es un equipo de fútbol de República Democrática del Congo que milita en la EPF-KIN, una de las ligas regionales que conforman el segunda nivel del fútbol en el país.

## Historia
Fue fundado en la capital Kinshasa y ha sido un club amateur durante casi toda su historia. Su mayor logro ha sido en la temporada del 2000 cuando quedaron subcampeones de la liga regional de Kinshasa solo por detrás del DC Motema Pembe, con lo que pidieron formar parte de la Linafoot por primera vez en su historia.
A nivel internacional han participado en un torneo continental, en la Copa CAF 2002, en la que fueron eliminados en la primera ronda por el TP Akwembé de Gabón.

## Palmarés
- EPF-KIN: 0
  - Subcampeón: 1

2000

## Participación en competiciones de la CAF
| Temporada | Torneo   | Ronda | Club       | Casa | Visita | Global  |
| --------- | -------- | ----- | ---------- | ---- | ------ | ------- |
| 2002      | Copa CAF | 1     | TP Akwembé | 4-1  | 0-3    | 4-4 (a) |